# Gwen Stefani
Gwen Renée Stefani (známá jako Gwen Stefani, * 3. říjen 1969 Fullerton) je americká zpěvačka, módní návrhářka a příležitostná herečka. Je také vedoucí osobností kalifornské ska-rockové kapely No Doubt.

## Život

### No Doubt
Debutovala v roce 1992 jako frontmanka skupiny No Doubt, která v roce 1995 vydala album Tragic Kingdom. Popularita skupiny klesla s jejich třetím albem Return to Saturn (2000). Ale album Rock Steady (2001) přineslo do jejich muziky styly dancehall a reggae.

### Sólová kariéra
Stefani nahrála své první sólové album Love. Angel. Music. Baby. v roce 2004. Album bylo inspirované zejména hudbou z 80. let a těšilo se mezinárodnímu úspěchu s více než 7 miliony prodaných kopií. Třetí písnička tohoto alba „Hollaback Girl“ se stala v USA nejprodávanějším singlem internetu. Stefanino druhé sólové album „The Sweet Escape“ (2006) se singlem „Wind It Up“. Včetně její práce se skupinou No Doubt prodala více než 30 milionů alb.

### Další aktivity
V médiích je Stefani známá především jako propagátorka nových módních směrů. V roce 2003 debutovala se svojí módní značkou L.A.M.B., tato kolekce se v roce 2005 rozšířila po celém světě spolu se značkou Harajuku Lover, která je inspirována japonskou módou a kulturou.

### Osobní život
V roce 2002 se vdala za britského muzikanta Gavina Rossdala z kapely Bush. Mají spolu tři syny, Kingstona, Zumu Nestu a Apolla.

## Diskografie

### Sólová alba
- 2004 – Love. Angel. Music. Baby.
- 2006 – The Sweet Escape
- 2016 – This Is What the Truth Feels Like
- 2017 –  You Make It Feel Like Christmas

### No Doubt
- 1992 – No Doubt
- 1995 – The Beacon Street Collection
- 1995 – Tragic Kingdom
- 2000 – Return of Saturn
- 2001 – Rock Steady